# Caesar Jenkyns

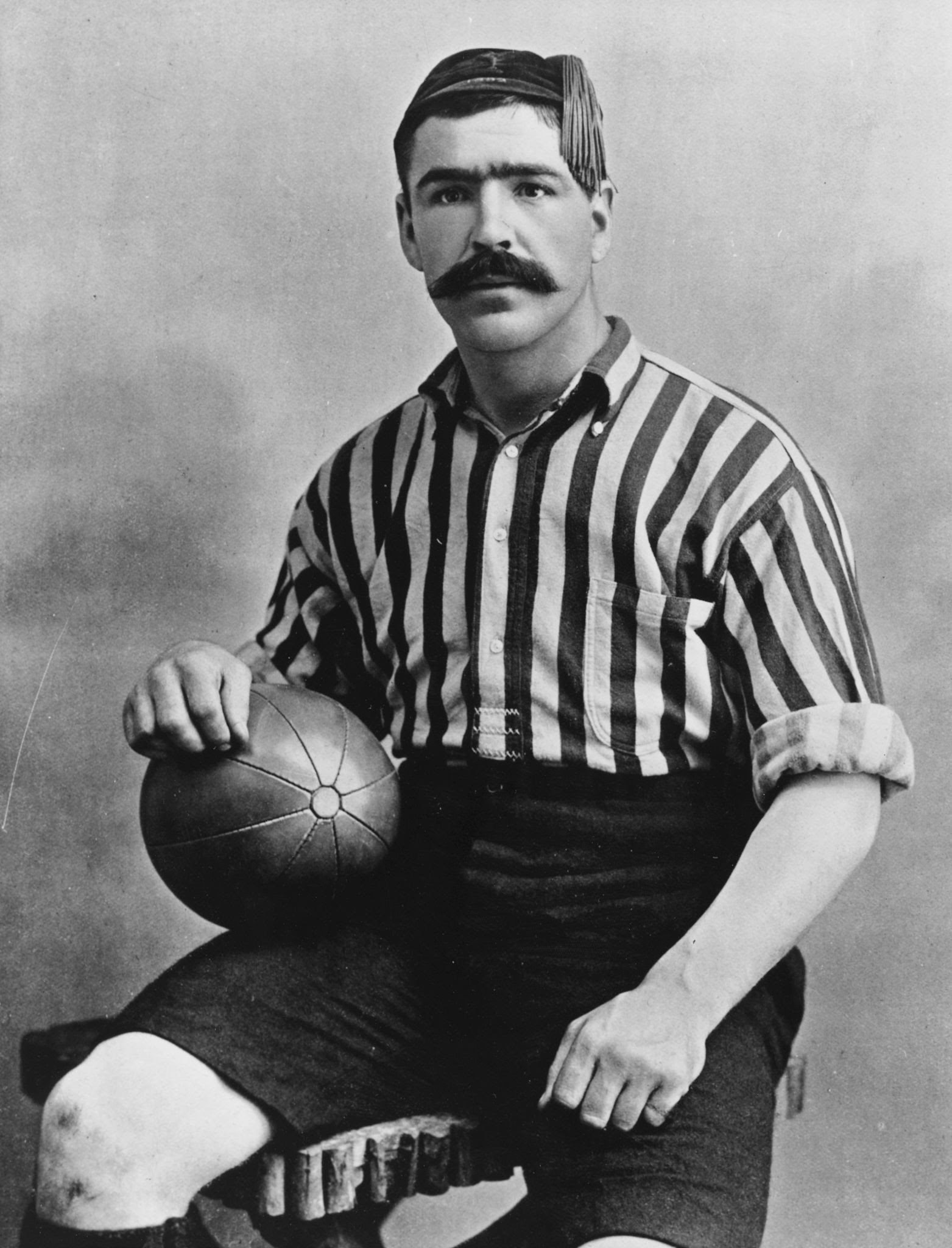
Caesar Jenkyns im Trikot von Woolwich Arsenal (1895/96)

Caesar Augustus Llewellyn Jenkyns (* 24. August 1866 in Builth Wales, Wales; † 23. Juli 1941) war ein walisischer Fußballspieler, der für Small Heath, Woolwich Arsenal, Newton Heath und den FC Walsall aktiv war.
International spielte Jenkyns acht Mal für die walisische Nationalmannschaft und war deren Kapitän. Jenkyns war der erste Arsenal-Spieler, der eine Einberufung ins Nationalteam bekam, nachdem er gegen Schottland am 21. März 1896 auf dem Platz stand. Nach seiner aktiven Fußballerkarriere wurde er Polizist in seiner Heimat Wales. Caesar Jenkyns starb 1941 im Alter von 74 Jahren.
| Personendaten    | Personendaten                                    |
| ---------------- | ------------------------------------------------ |
| NAME             | Jenkyns, Caesar                                  |
| ALTERNATIVNAMEN  | Jenkyns, Caesar Augustus Llewellyn (Geburtsname) |
| KURZBESCHREIBUNG | walisischer Fußballspieler                       |
| GEBURTSDATUM     | 24. August 1866                                  |
| GEBURTSORT       | Builth Wells                                     |
| STERBEDATUM      | 23. Juli 1941                                    |